# جوشیمات
جوشیمات (به انگلیسی: Joshimath) یک منطقهٔ مسکونی در هند است که در بخش چمولی واقع شده‌است. جوشیمات ۱۶٬۷۰۹ نفر جمعیت دارد.